# 江學禮
 江學禮，SBS，PMSM，香港警務人員，現任警務處高級助理處長、國家安全處處長，曾任負責國家安全的警務處助理處長。

## 簡歷
1996年，江學禮加入香港警務處任職督察，曾駐守多個總部及前線崗位，曾任保安部總警司。
2020年7月，江學禮獲晉升為警務處助理處長，並調入剛成立的國家安全處，出任警務處助理處長（國家安全）。2023年5月，他擢升為國安處處長、高級助理處長，接替被擢升警務處副處長的原處長簡啟恩。

## 相關事件

### 被美國制裁
2021年1月15日，美國財政部宣佈，制裁6名損害香港自治的中共和香港官員並公開其個人資料，被制裁者包括江學禮、簡啟恩和譚耀宗等人。被執行制裁的人士除了其美國資產會被凍結外，在海外及香港銀行服務亦可能會被取消。被美國制裁一個月後，江學禮還清大圍溱岸8號單位的按揭。

## 個人榮譽
2021年，江學禮獲頒香港警察榮譽獎章及行政長官公共服務獎狀。